# Arthur Eichengrün
Arthur Eichengrün (Aachen, 13 de agosto de 1867 – 23 de dezembro de 1949) foi um químico, cientista dos materiais e inventor judeu alemão.
Conhecido por desenvolver o bem-sucedido Protargol, um medicamento padrão contra a gonorreia, o tratamento padrão por 50 anos até a adoção de antibióticos, e por suas contribuições pioneiras em plásticos: co-desenvolvendo (com Theodore Becker) os primeiros materiais solúveis de acetato de celulose em 1903, chamados "Cellit", e criando processos para a fabricação desses materiais que foram influentes no desenvolvimento da moldagem por injeção. Durante a Primeira Guerra Mundial suas lacas de acetato de celulose sintética relativamente não inflamáveis, comercializadas sob o nome "Cellon", foram significativas na indústria aeronáutica. Ele contribuiu para a fotoquímica, inventando o primeiro processo para a produção e desenvolvimento de filmes de acetato de celulose, que patenteou com Becker.
Eichengrün afirmou ter dirigido a síntese inicial de aspirina em 1897, mas sua alegação foi contestada. Por muitos anos a Bayer creditou a Felix Hoffmann a invenção da aspirina. No entanto, a primeira atribuição da descoberta a Hoffmann aparece somente em 1934, e pode ter refletido um revisionismo antijudaico.
Durante a Segunda Guerra Mundial Eichengrün foi preso no Campo de Concentração de Theresienstadt.